# St. Anna (Ering)

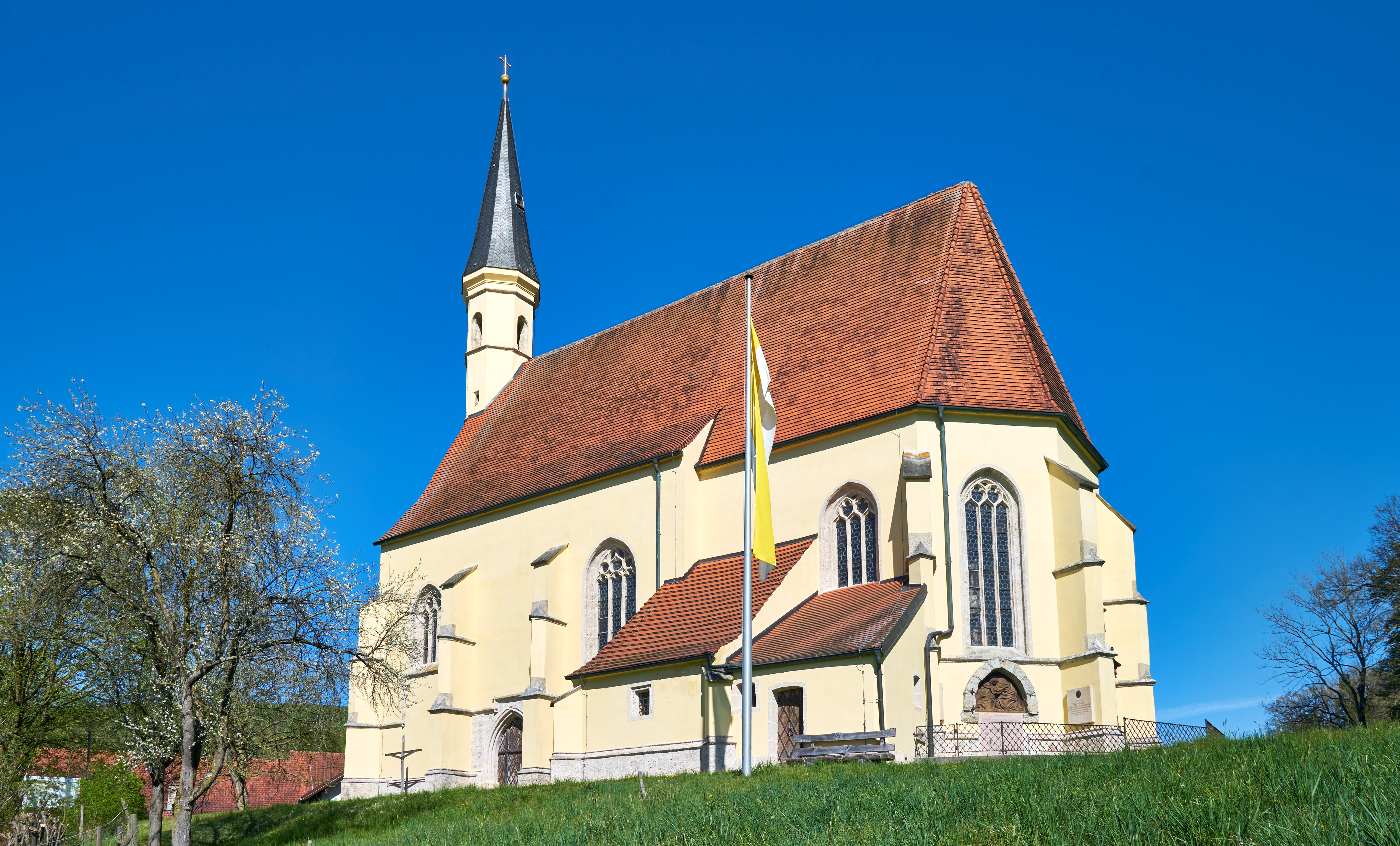
St. Anna (Ering)

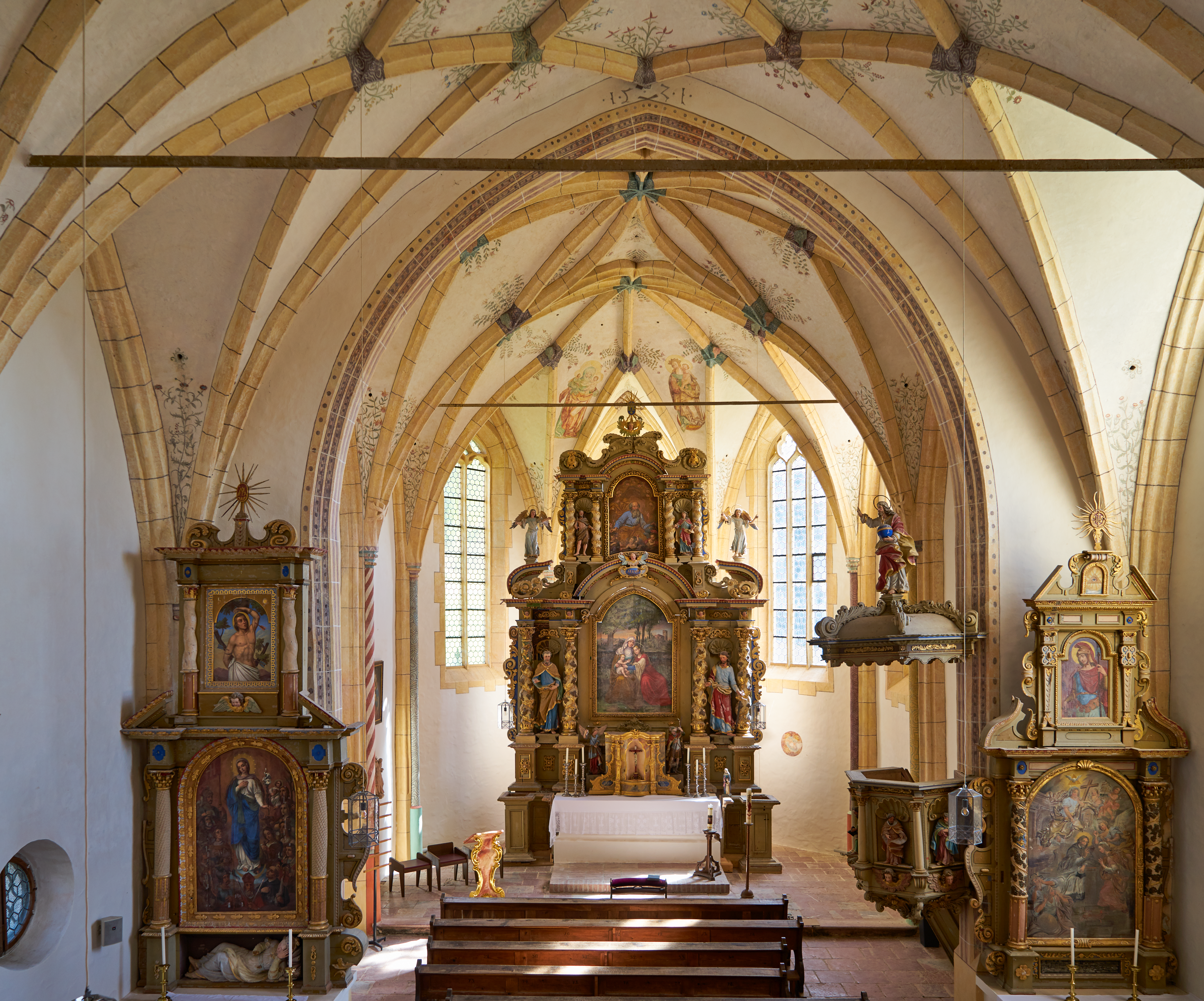
Chor mit Hochaltar

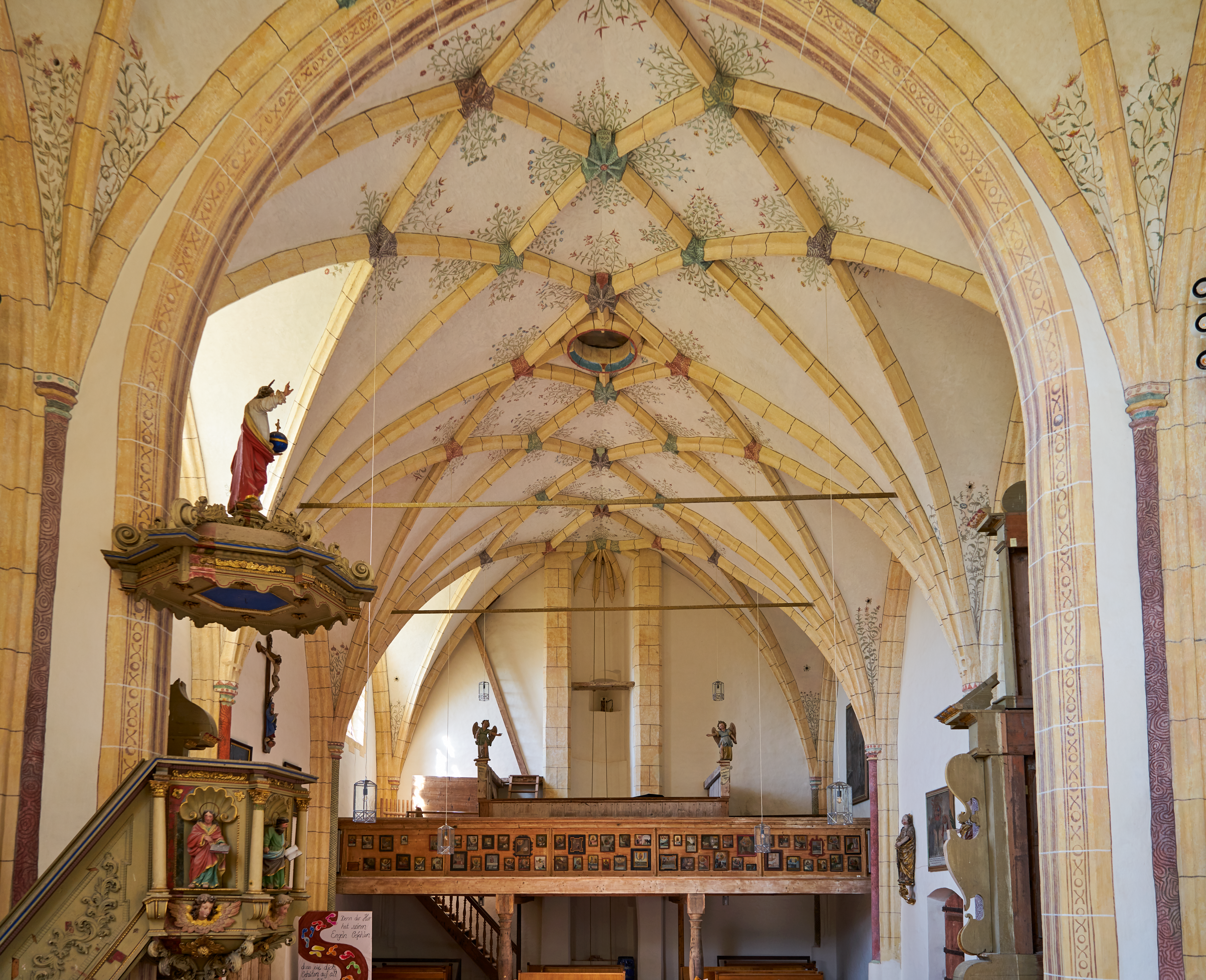
Blick zur Empore

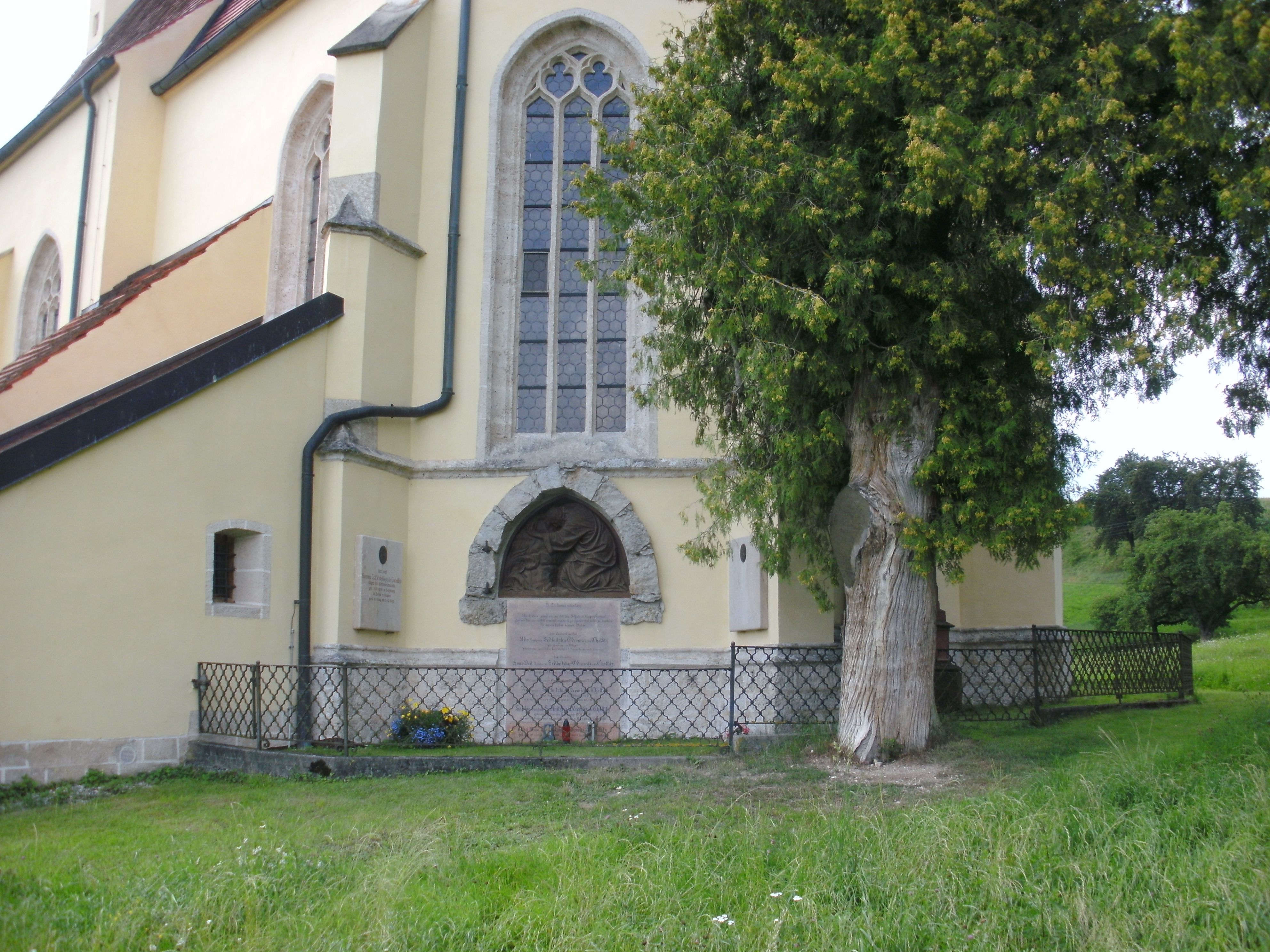
Grabdenkmäler der Familien Sedlnitzky und Esterházy am Chorschluss

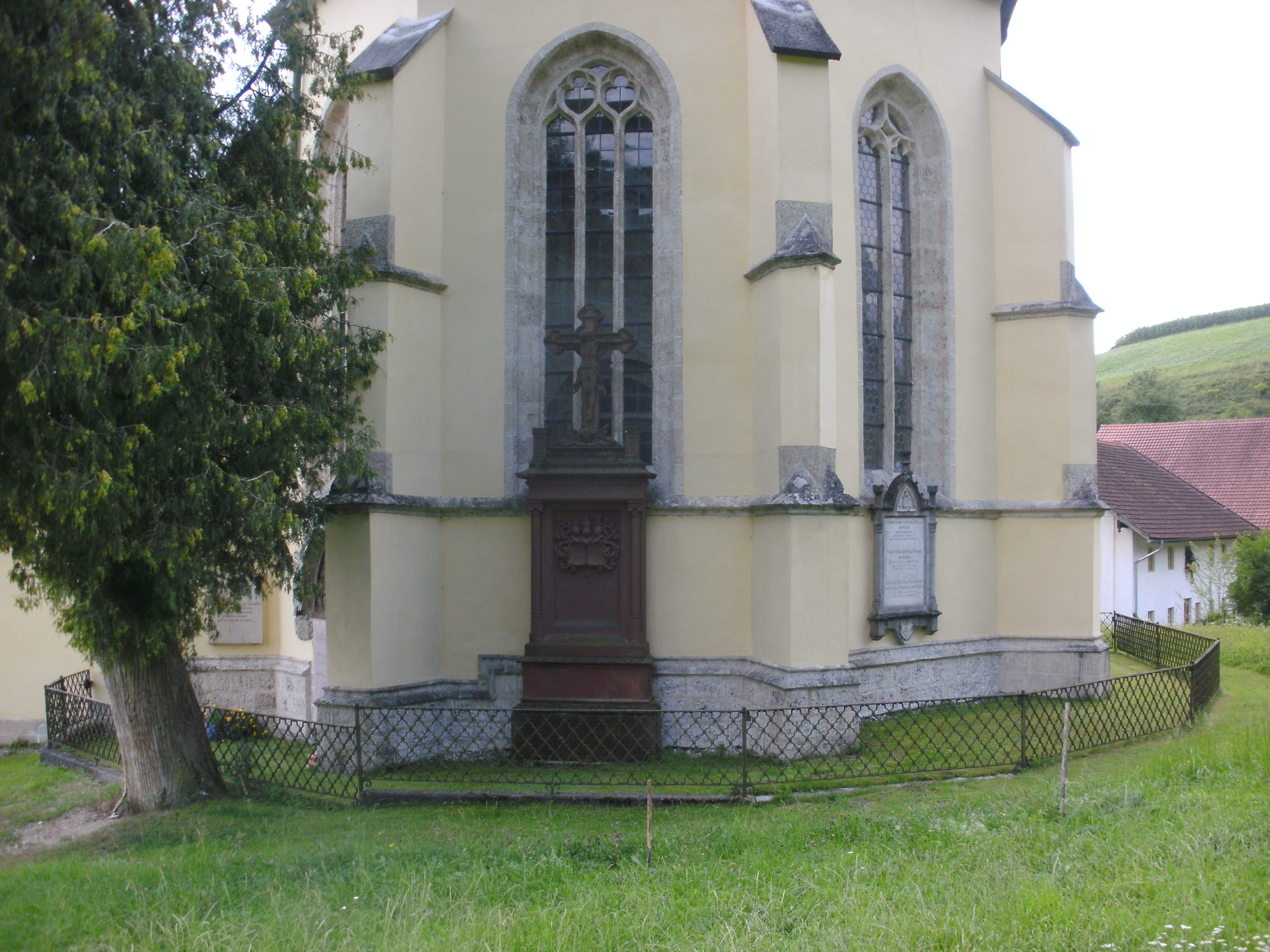
Grabdenkmäler der Familien Paumgarten, Lerchenfeld und Aham am Chorschluss

Die römisch-katholische Wallfahrtskirche St. Anna ist eine spätgotische Saalkirche im Ortsteil Sankt Anna von Ering im niederbayerischen Landkreis Rottal-Inn. Sie gehört zum Pfarrverband Ering im Dekanat Simbach des Bistums Passau.

## Geschichte
Die Kirche in Ering wurde 1520 „wieder von neuem angefangen“, wie einer Inschrifttafel am Strebepfeiler rechts neben dem Südportal zu entnehmen ist. Im Innern ist an der Westseite des Chorbogens die Jahreszahl 1521 aufgemalt. Beim Neubau wurde älteres Baumaterial wiederverwendet.
Genaueres über die Frühzeit der vermutlich schon im 13. Jahrhundert entstandenen Wallfahrt ist nicht bekannt. Der Neubau zu Beginn des 16. Jahrhunderts hängt vermutlich mit der Zunahme der St.-Annen-Verehrung am Ausgang des Mittelalters und mit der Betreuung durch das Kloster Asbach seit 1439 zusammen.

## Architektur
Die mittelgroße Kirche liegt weithin sichtbar an einem ansteigenden Waldgürtel über dem Inntal und ist nur von einem Bauernhof und dem ehemaligen Pfarrhaus umgeben. Die Südfront ist im Gegensatz zur völlig schmucklosen Nordseite, deren Stützpfeiler von 1758 stammt, als Schauseite gestaltet. Mit der Allee, die vom nördlichen Ortsausgang von Ering bis hierher verläuft, hat sich eine Verbindung der Wallfahrtskirche mit der Pfarrkirche Ering erhalten.

### Äußeres
Anstelle eines Westturms hat die Kirche einen Dachreiter über dem Westgiebel, der auf einem schlanken, durch Gesimse unterteilten Unterbau ruht und damit den Eindruck eines zierlichen Turmes vermittelt. Die Strebepfeiler am Chor und an der Südseite des Langhauses zeigen kantige Mittelstücke. Ein profilierter Sockel und ein Sohlbankgesims, das über dem Südportal hochgekröpft ist, umlaufen die Kirche. Die Fenster sind zumeist dreibahnig und mit reichem Maßwerk versehen. Das Portal ist mit durchgesteckten Rundstäben profiliert.
Entlang der südlichen, nördlichen und östlichen Außenwand des Chores der Wallfahrtskirche befindet sich, durch schmiedeeiserne Gitter abgegrenzt, der Familienfriedhof der Inhaber von Schloss Ering. Die meisten Besitzer des Schlosses aus dem 19. und 20. Jahrhundert sind hier bestattet. Grabdenkmäler erinnern an die Adelsgeschlechter  Paumgarten, Lerchenfeld, Aham,  Podewils, Sedlnitzky von Choltitz und Esterházy de Galántha.

### Inneres
Der einheitliche lichte Raum ist in den kunstvollen Formen der spätesten Gotik ausgestaltet. Kennzeichnend für diese Phase ist die betonte Breitenproportion. Dem dreijochigen Schiff schließt sich ein ebenso hoher, nur leicht eingezogener Chor mit zwei Jochen und Dreiachtelschluss an. Die reich figurierten Netzrippengewölbe ruhen über kräftig profilierten Schildbogenstellungen auf halbrunden, vorgelegten Diensten. Die Scheitelrauten des Gewölbes sind durch kurvig geführte Rippen in der Art derjenigen in der Pfarrkirche von Kirchdorf am Inn bereichert. Am Gewölbe des Schiffes fällt die unzentrierte Platzierung eines Rundpasses im Scheitel auf. Im Chor sind die seitlichen Schnittpunkte, im Schiff die Scheitel-Schnittpunkte der Rippen mit durchgesteckten und gekappten Rippenstücken versehen. Die Rippenanfänger sind in origineller Weise mit Schleifen, Verstäbungen und Verhakungen der Profile gestaltet. Ähnliche Formen finden sich in der Äußeren Kapelle im Schloss Burghausen und im Kloster Nonnberg zu Salzburg.
Diese Ausführung der Details deutet auf virtuose Fähigkeiten des spätgotischen Baumeisters. In der  Literatur beurteilte Franz Dambeck das Bauwerk abschätzig als „eine im Außenbau sehr beachtliche Arbeit, im Inneren aber ein kraftloses Zierstück“.
Die farbige Raumfassung wurde 1964 wiederhergestellt und stark ergänzt. Sie hebt die virtuose Gestaltung des Innenraums hervor und besteht aus einem Gliederungsgerüst in lichtgelber Quaderung mit verschiedenfarbig marmorierten Diensten und Schnittpunkten der Rippen. Über das Gewölbe verstreut sind zahlreiche florale Darstellungen von Kräutern zu finden. Im Chorschluss sind die Figuren der heiligen Anna und der Gottesmutter zu finden, die durch die Pflanzendarstellungen wie in einem Hortus conclusus wirken.
Der Hochaltar stammt aus den Jahren 1682–1684 und wurde möglicherweise von Johann Christoph Bendl aus Pfarrkirchen geschaffen. Die Seitenaltäre sind älter, an der Predella des südlichen Altars ist die Jahreszahl 1636 angegeben. Eine barocke Fassung in der Art von Schildpatt wurde in Teilen freigelegt. Drei Glasgemälde aus dem Jahr 1523 kurz nach der Erbauung sind erhalten geblieben. Für die Kirchenmusik steht ein Harmonium zur Verfügung.